# Camillo Boito
Camillo Boito (Roma, 30 de octubre de 1836 - Milán, 28 de junio de 1914) fue un arquitecto, crítico de arte y escritor de narrativa italiano. Hermano mayor de Arrigo, literato y músico, Camillo estudia en Padua y en la Academia de Venecia, donde en 1856 es nombrado profesor adjunto de arquitectura.
De 1860 a 1908 enseña en la Accademia delle Belle Arti de Brera y, desde 1865, por 43 años, es docente en el Politécnico de Milán. En 1862 se casa con su prima Celestina, de la cual se separará poco después. En 1887 se une en segundas nupcias con la condesa Madonnina Malaspina.
Su actividad principal sigue siendo la arquitectura: entre sus proyectos recordamos la participación en el área medieval del Palazzo della Ragione, con la planificación del Palazzo delle Debite; la realización de una escuela-modelo; el arreglo del convento antoniano sede del Museo Cívico; la ampliación del cementerio y las colaboraciones en la Basílica de Sant'Antonio (San Antonio de Padua) en Padua; la restauración de la Pusterla de Porta Ticinese y el proyecto para la Casa de descanso para Músicos «Giuseppe Verdi» en Milán; el proyecto de la fachada de la iglesia de Santa María Assunta y del hospital de Gallarate en la provincia de Varese. Camillo Boito tiene como su alumno preferido y heredero a Enrico Zanoni.
Sus aportaciones al mundo de la conservación y la restauración, como parte del mantenimiento del patrimonio se basan en varios estilos según el inmueble sobre el que se pretende actuar:
- Restauración arqueológica, en las ruinas y monumentos de la antigüedad, con claro valor arqueológico. Aquí se impondrá la conservación técnica y obligada, siempre con carácter mínimo y una gran diferenciación con los elementos y materiales nuevos incorporados.

- Restauración pictórica, en edificios medievales, cerca de los criterios románticos y respetando su condición antigua y evocadora.

- Restauración arquitectónica, en edificios clásicos (renacentistas, barrocos y más recientes). En ellos se aconseja una unidad estilística más cercana a los principios de Eugène Viollet-le-Duc, que asegure la belleza arquitectónica del inmueble.

Participa en el movimiento literario de la Scapigliatura, el equivalente milanés de la Bohème parisina, debutando con Storielle vane (1876), seguidas en 1883 por Senso e altre storielle vane (conocido también como Senso, nuove storielle vane). Están presentes en estos relatos temas fantásticos y macabros que provienen de E.T.A. Hoffmann, Edgar Allan Poe e Iginio Ugo Tarchetti, pero estos, en vez de asumir un carácter obsesivo y alucinante, son exorcizados por tendencias racionalistas y estetistas.
Una constante de la narrativa de Camillo Boito es de hecho el tema de la belleza en todas sus formas, sobre todo en la forma femenina, pero también en la musical y artística. El estilo claro y riguroso, alejado de los excesos y de las sensiblerías de mucha de la prosa scapigliata de fines del siglo XIX, hace a sus obras muy amadas sobre todo por los lectores que se inclinaban por vez primera a la literatura: la última obra escrita por él fue El maestro de setticlavio, una colección de cuentos publicada en 1891.
Un famoso cuento suyo, Senso, sobrecogedora historia de decadencia sexual, fue memorablemente adaptada en 1954 por el director italiano Luchino Visconti. Luego, en 2002, el director Tinto Brass realizó una nueva adaptación, aún más perturbadora que la anterior. Otro de sus relatos, Un cuerpo, fue recientemente convertido en una ópera por el compositor griego Kharálampos Goyós.

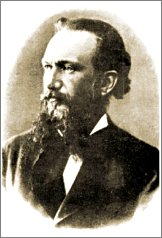
Camilo Boito.

Camillo Boito participó en una serie de intervenciones concretas en el IV Congreso de Ingenieros y Arquitectos de Italia en la ciudad de Roma en 1883 y lo volvió a repetir durante la Exposición Nacional de Turín de 1884.  Sus doctrinas sobre restauración del patrimonio se difundieron lentamente por Europa pero será Gustavo Giovannoni (1873-1947) la figura más importante del pensamiento italiano sobre restauración patrimonial el que encabezaría la delegación italiana en la Conferencia Internacional de Atenas para la Restauración en 1931, el que volverá a difundir las doctrinas de Boito, teniendo así una gran acogida.
- Datos: Q1055239
- Multimedia: Camillo Boito / Q1055239